# Boophis goudotii
Boophis goudotii es una especie de anfibios de la familia Mantellidae.
Es endémica de Madagascar.
Su hábitat natural incluye bosques bajos y secos, montanos tropicales o subtropicales secos, ríos, pantanos, marismas de agua dulce, corrientes intermitentes de agua dulce, tierra arable, jardines rurales, zonas previamente boscosas ahora muy degradadas, estanques, tierras agrícolas inundadas en algunas estaciones, canales y diques.